# Więcej dymu
Więcej dymu – singel polskiego piosenkarza i rapera Bedoesa oraz rapera White'a 2115 oraz Flexxy i Kuqe z albumu studyjnego Rodzinny biznes. Singel został wydany przez wytwórnię SBM Label 30 kwietnia 2022 roku. Tekst utworu został napisany przez Borysa Przybylskiego oraz Sebastiana Czekaja oraz Flexxy i Kuqe.
Singel zdobył ponad 6 milionów wyświetleń w serwisie YouTube (2023) oraz ponad 14 milionów odsłuchań w serwisie Spotify (2023).

## Nagrywanie
Utwór został wyprodukowany przez Arkay. Za mix/mastering utworu odpowiada Seek. Tekst do utworu został napisany przez Borysa Przybylskiego oraz Sebastiana Czekaja oraz Flexxy i Kuqe.

## Twórcy
- Beodes, White 2115, Flexxy, Kuqe – słowa[1][2]
- Borys Przybylski, Sebastian Czekaj, Flexxy, Kuqe– tekst[1]
- Arkay – produkcja[1][2]
- Seek – mix/mastering[1]

## Certyfikaty i sprzedaż
| Kraj          | Certyfikat      | Sprzedaż |
| ------------- | --------------- | -------- |
| Polska (ZPAV) | platynowa płyta | 50 000+  |